# Radko Kejzlar
Radko Kejzlar (29. března 1930, Úpice – 26. prosince 2012, Augsburg, Německo) byl český filolog, literární vědec, prozaik a překladatel z dánštiny, norštiny a švédštiny.

## Život a dílo
Roku 1953 ukončil studia angličtiny a švédštiny na Filozofické fakultě Univerzity Karlovy v Praze. Pak do roku 1970 pracoval v Kabinetu pro moderní filologii při Československé akademii věd a současně přednášel severské literatury na Filozofické fakultě Univerzity Karlovy. Roku 1980 se stal profesorem novějších severských literatur na Mnichovské univerzitě. V době normalizace propůjčil své jméno Josefu Vohryzkovi pro některé překlady ze švédštiny.
Ve svých překladech z dánštiny, norštiny a švédštiny se zaměřoval především na moderní literaturu. Napsal dvousvazkové Dějiny norské literatury, monografii o Henrikovi Ibsenovi a Ludvigovi Holbergovi a byl spoluautorem Slovníku spisovatelů. Dánsko-Finsko-Norsko-Švédsko-Island-Nizozemí-Belgie a Švédsko-českého slovníku. Je rovněž autorem vzpomínkové trilogie psané formou humoristického románu.

## Překlady

### Překlady z dánštiny
- Søren Kierkegaard: Svůdcův deník (1970).
- Gudmundur Kamban: Biskup na Skálholtu (1974).

### Překlady z norštiny
- Arthur Omre: Zázračný kufr a jiné povídky (1966).
- Johan Borgen: Malý lord (1976).
- Sigrid Undsetová: Kristina Vavřincova (1977), společně s Jiřinou Vrtišovou.
- Bjørn Rongen: Medvědice od Zlatého močálu  (1977).

### Překlady ze švédštiny
- August Strindberg: Lidé na Hemsö (1958).
- Harry Martinson: Cesty bez cíle (1961).
- Fritiof Nilsson Piraten: Kozel zahradníkem (1963), společně s Květou Koževníkovou.
- Pär Lagerkvist: Trpaslík (1964).
- August Strindberg: Tanec smrti (1967).
- August Strindberg: Sonáta příšer (1973).
- August Strindberg: Osamělý (1974).
- Vilhelm Moberg: Vystěhovalci (1976), tetralogie.
- Eyvind Johnson: Za času Jeho Milosti (1977).
- Runer Jonsson: Viking Vike králem (1977), společně s Josefem Vohryzkem.
- Runer Jonsson: Viking Vike v zemi Mávinků (1977), společně s Josefem Vohryzkem.
- Lard Ardelius: Korunní princové (1978).
- Fritiof Nilsson Piraten: Knihkupec, který se přestal koupat (1978).